# 桂應泰
桂應泰（朝鮮語：계응태，1925年2月25日—2006年11月23日），朝鮮政治人物，朝鮮勞動黨政治局成員兼黨委書記。

## 生平
桂應泰出生於平安南道平原郡，後於蘇聯高級黨校畢業。1945年，他加入朝鮮勞動黨。1960年獲委任為外交部副部長，兩年後出任貿易部副部長。1967年11月被選為最高人民會議代議員。1967年被晉升為貿易部部長。1970年11月成為黨中央委員，隨後在1975年出任副首相一職。1985年11月當選黨委書記。1986年成為最高人民會議法制委員長。1988年3月入選政治局。2006年11月23日因肺癌而死。

## 資料來源
1. ↑  "朝鮮勞動黨中央委員會書記局書記桂應泰逝世" 中評電訊 25 11 2006